# بهاءالدین نوروزی
بهاالدین نوروزی از هنرمندان و خوانندگان و آهنگ سازان، مشهور کرد متولد سال ۱۳۱۲در شهر سنندج بود وی خواننده سبک آوازهای منطقه اردلان بود.
وی کارمند بازنشسته علوم پزشکی بود و سال‌های بعدی زندگی خود را در شهر تهران گذراند و در دوره ای کنار استاد حسن کامکار به فعالیت هنری خود پرداخت سرانجام در شامگاه جمعه بیست‌وپنجم بهمن‌ماه سال ۱۳۹۲، بهاالدین نوروزی این هنرمند سرشناس سنندجی پس از سالها خدمت به فرهنگ و هنر کردی به علت کهولت سن در سن ۸۰ سالگی چشم از جهان فروبست.